# Beto O'Rourke
Robert Francis O'Rourke (* 26. září 1972) je americký politik a obchodník, od roku 2013 ve sněmovně reprezentantů za 16. okrsek státu Texas. Byl nominován demokratickou stranou pro senátní volby, do kterých nastoupil proti republikánovi Tedu Cruzovi.
Narodil se v příhraničním městě El Paso do americké rodiny s irskými kořeny. V prostředí mexického vlivu získal ze svého jména Robert přezdívku Beto, kterou používá, taktéž si osvojil španělštinu. V El Pasu vychodil základní a střední školu, poté nastoupil na Kolumbijskou univerzitu, kde v roce 1995 získal titul bakaláře z anglické literatury.
Na začátku 90. let na univerzitě byl kapitánem veslařského týmu, hrál ve skupině Foss a byl jednou zatčen za ničení majetku univerzity a jízdě pod vlivem omamných látek.
Od roku 1995 pracoval v New Yorku, kde rozvíjel firmu nabízející internetové připojení. V roce 1998 se vrátil do El Pasa, o rok později spoluzaložil Stanton Street Technology, se kterou podnikal v oblasti vývoje softwaru a internetových služeb. Ve stejném roce kandidoval do radnice El Pasa, kdy porazil svého protikandidáta v poměru 57-43 %. Jedním z jeho politických rozhodnutí v El Pasu bylo analýza tzv. války drogám a zrušení zákonů proti držení marihuany, které považuje za neefektivní. Na radnici El Pasa byl v roce 2007 znovu zvolen a setrval zde do roku 2011. V tomto roce napsal knihu Dealing Death and Drugs: The Big Business of Dope in the U.S. and Mexico, pojednávající o válce proti drogám jako o pro stát výhodném byznysu.
V roce 2012 kandidoval do sněmovny reprezentantů za texaský 16. okrsek, kdy v primárkách o 1 % porazil Silvestra Reyese a v obecných volbách, už snadněji, porazil republikánku Barbaru Carrascovou. V roce 2014 a 2016 byl O'Rourke do sněmovny znovu zvolen. Ve sněmovně reprezentantů sedí ve výborech pro ozbrojené složky a záležitosti veteránů.
V roce 2018, na konci března, oznámil kandidaturu do Senátu Spojených států – na místo, pro jehož získání bude potřebovat porazit republikána Teda Cruze. V dubnu pro svou kampaň získal podporu demokratů výsledkem volby, jež ho 62 % favorizovala. Zajímavé na jeho kampani bylo, že na rozdíl od svého protivníka odmítl vliv „velkých peněz“, tedy finanční dary velkých korporací a vlivných majetných jednotlivců, a přesto Cruze aktuálně v objemu kampaně překonal v poměru 3:1. Ve volbách byl poražen, když obdržel o 214 921 hlasů méně (48,3 %) než jeho soupeř Cruz. V březnu 2019 oznámil, že bude kandidovat na prezidenta USA a pokusí se získat nominaci Demokratické strany ve volbách v roce 2020. Podle průzkumu CNN zveřejněného 30. dubna 2019 mu podporu vyjádřilo pouze okolo 6 % demokratických voličů. Kvůli nízkým volebním preferencím a finanční situaci jeho kampaně 1. listopadu oznámil, že jeho šance na nominaci jsou mizivé a svoji kandidaturu na prezidenta proto stáhl. Žádného ze zbývajících Demokratických kandidátů bezprostředně nepodpořil. Po přesvědčivém Bidenově vítězství v primárkách v Jižní Karolíně 29. února 2020 podpořil O'Rourke v předvečer volebního superúterý veřejně jeho kandidaturu.
V roce 2022 kandidoval za Demokratickou stranu na guvernéra Texasu. Avšak byl poražen republikánem Gregem Abbottem.

## Rodinný život
O'Rourke se oženil v roce 2005, kdy si vzal Amy Hoover Sandersovou. Mají spolu 3 děti. Amy v roce 2017 po Betovi převzala byznys, který Beto započal v polovině 90. let, aby se mohl věnovat politické kampani.